# Cruztujub
Cruztujub är en ort i Mexiko.   Den ligger i kommunen Tancanhuitz och delstaten San Luis Potosí, i den centrala delen av landet, 250 km norr om huvudstaden Mexico City. Cruztujub ligger 146 meter över havet och antalet invånare är 214.
Terrängen runt Cruztujub är kuperad åt sydost, men åt nordväst är den platt. Runt Cruztujub är det ganska tätbefolkat, med 124 invånare per kvadratkilometer. Närmaste större samhälle är Tampate, 10,4 km väster om Cruztujub. I omgivningarna runt Cruztujub växer huvudsakligen savannskog.